# Tramitichromis intermedius
Tramitichromis intermedius är en fiskart som först beskrevs av Trewavas, 1935.  Tramitichromis intermedius ingår i släktet Tramitichromis och familjen Cichlidae. IUCN kategoriserar arten globalt som livskraftig. Inga underarter finns listade i Catalogue of Life.